# Zeuchthiscus
Zeuchthiscus è un genere estinto di pesci ossei attinotterigi appartenente all’ordine †Perleidiformes, vissuto nel Triassico medio (Anisico) e i cui resti fossili sono stati ritrovati nel Nuovo Galles del Sud, in Australia. Il genere è rappresentato da un'unica specie, Zeuchthiscus australis.

## Descrizione
Zeuchthiscus era un piccolo pesce (lungo non oltre 20 centimetri) dal corpo fusiforme moderatamente profondo, testa corta e grandi orbite in posizione anteriore. Il suspensorium era leggermente inclinato in avanti e l’apertura boccale era piuttosto piccola. Il muso era smussato.
Le ossa frontali erano larghe, costrette tra le orbite e leggermente allargate posteriormente. L’opercolo era corto, quadrangolare e disposto quasi verticalmente. Il mascellare era grande e triangolare, con la massima profondità situata dietro l’orbita, mentre la mandibola era corta e assottigliata anteriormente. I denti erano lunghi e appuntiti, simili a pioli.
Le pinne pari (pettorali e pelviche) erano di piccole dimensioni; le pinne pelviche erano più vicine tra loro che all’arco pettorale. L’origine della pinna dorsale era anteriore a quella della pinna anale. I raggi delle pinne erano ben distanziati e divisi in numerosi segmenti, con le porzioni prossimali più lunghe e ramificate distalmente. I fulcri erano ben sviluppati.
La pinna caudale era quasi simmetrica, poco forcuta, con un lobo superiore molto corto. Le scaglie erano apparentemente lisce, più profonde che lunghe nella parte anteriore dei fianchi.

## Tassonomia
La specie fu inizialmente identificata da Arthur Smith Woodward nel 1890 come Semionotus australis, sulla base di un esemplare incompleto privo della testa e della porzione anteriore del tronco, rinvenuto nella zona di Gosford, nel Nuovo Galles del Sud in Australia. Tuttavia, esemplari successivamente rinvenuti hanno permesso una descrizione più completa che ha portato alla riassegnazione al nuovo genere Zeuchthiscus, in quanto la morfologia delle guance e delle mascelle non era compatibile con i semionotidi, ma risultava coerente con i perleidiformi.
Gli esemplari più piccoli, precedentemente identificati come Semionotus tenuis, sono stati attribuiti alla stessa specie tipo Z. australis, in quanto si differenziano dai più grandi solo per la corporatura leggermente più snella, una caratteristica comune negli esemplari giovani. Insieme all'affine Chrotichthys, Zeuchthiscus è considerato uno dei più antichi perleidiformi, attribuibile alla famiglia Colobodontidae.